# Wujiazi Chuan
Wujiazi Chuan är ett vattendrag i Kina. Det ligger i provinsen Jilin, i den nordöstra delen av landet, omkring 460 kilometer öster om provinshuvudstaden Changchun.
Genomsnittlig årsnederbörd är 1 002 millimeter. Den regnigaste månaden är juli, med i genomsnitt 207 mm nederbörd, och den torraste är januari, med 8 mm nederbörd.